# 流山キャビネット
流山キャビネット(ながれやまきゃびねっと、Nagareyama Cabinet)は、2011年3月12日に東日本大震災を受けて設立された、緊急災害支援組織である。

## 概要
2011年3月11日の東日本大震災を受けて、代表の大熊が千葉県流山市の市民活動団体と協力し設立した。流山市の行政とも協力し、流山市正式支援グループとして認定されている。
主な活動は、千葉県流山市と姉妹都市である福島県相馬市に対しての災害支援活動である。当初は物資を送る支援をしていた。現在の主な活動は被災地を訪問しアーティストによるライブを行っている。

## 支援者・支援団体
- エリック・ジェイコブセン - 流山キャビネットの活動に賛同。2011年6月12日、流山キャビネットとともに福島県相馬市を訪問。キャビネットが主催のイベントにも参加している。[1]